# فتح الله والعلو
فتح الله ولعلو (ولد في الرباط 26 مارس 1942) سياسي واقتصادي مغربي، شغل منصب وزير المالية والاقتصاد في المغرب بين 1998 وحتى 2007. وهو عضو في الاتحاد الاشتراكي للقوات الشعبية، ورئيسًا لمجلس مدينة الرباط.

## حياته
ولد سنة 1942 بمدينة الرباط، تابع دراسته بكل من كلية الحقوق بالرباط سنة 1964، كلية الحقوق والعلوم الاقتصادية ومعهد الدراسات السياسية بباريس سنة 1966. وقد حصل على الدكتوراه في العلوم الاقتصادية سنة 1968.
كما أصبح خلال الفترة نفسها كاتبا عاما للاتحاد الوطني لطلبة المغرب بفرنسا. وإضافة إلى نشاطه كاستاذ مساعد بالمركز الجامعي للبحث العلمي وكمساعد في النشرة الاقتصادية والاجتماعية للمغرب انتخب رئيسا للاتحاد الوطني لطلبة المغرب ومسؤولا باتحاد طلبة المغرب العربي.
في سنة 1968 ناقش اطروحته للدكتوراه في الاقتصاد بباريس قبل أن يلتحق بهيئة التدريس بكليتي الحقوق بالرباط والدار البيضاء وبالمدرسة الوطنية للإدارة.

### مسيرته السياسية
شارك سنة 1972 ضمن مجموعة الرباط في الإعلان عن إنشاء حزب الاتحاد الاشتراكي للقوات الشعبية الذي سيصبح أحد اعضائه البارزين وانتخب من 1968 إلى 1977 عضوا بالمكتب الوطني للنقابة الوطنية للتعليم العالي وفي سنة 1972 أنشأ رفقة الباحث عبد العزيز بلال جمعية الاقتصاديين المغاربة التي أصبح رئيسا لها منذ 1982.
انتخب في مناسبات عدة رئيسا لاتحاد الاقتصاديين العرب منذ 1978 وفي سنوات 1977 و1992 و 1997. كما انتخب مستشارا بلديا بالرباط ونائبا بمجلس النواب عن المدينة نفسها في سنوات و1977 و1984 و1983 و1997.
وخلال المؤتمر الخامس للاتحاد الاشتراكي للقوات الشعبية 1989 انتخب عضوا بالمكتب السياسي واعيد انتخابه في نفس المنصب خلال المؤتمر السادس للحزب المنعقد في مارس 2001 وكان رئيسا للفريق البرلماني للاتحاد الاشتراكي للقوات الشعبية في البرلمان منذ 1993 إلى غاية 1997. عينه الحسن الثاني مارس 1998 وزيرا للاقتصاد والمالية.
وفي فبراير 2000 انتخب ولعلو رئيسا للمجلس الإداري لوكالة بيت مال القدس. كما عينه الملك محمد السادس وزيرا للاقتصاد والمالية والخوصصة والسياحة في 6 سبتمبر 2000.
انتخب فتح الله ولعلو عن حزب الاتحد الاشتراكي للقوات الشعبية 23 يونيو 2009 رئيسا لمجلس مدينة الرباط خلفا لعمر البحراوي عن الحركة الشعبية.

## مؤلفاته
بدأ فتح الله ولعلو ينشر سنة 1958 بجريدة الشباب، كما نشر كتاباته الاقتصادية بمجموعة من المنابر. لفتح الله ولعلو الكتب الآتية:
- الاقتصاد السياسي: جزءان، البيضاء، دار النشر المغربية، 1970- 1973.

وباللغات الاجنبية صدر له:
- L'Assistance étrangère face au développement économique du Maroc, Casablanca, Ed.

Maghrébines, 1968.
- Le Tiers- Monde et la troisième phase de domination, Casablanca, Ed. Maghréhines, 1974.
- La Pensée socio - économique d'EMAKRIZI, Rabat, Ed. BESM, l977
- Propos d'économie marocaine, Rabat, SMER, 1980.